# Islamizacja
Islamizacja – zmiany rodzimych wierzeń etnicznych, osiadłego w określonym rejonie ludu, przez islam i kulturę arabską. Islamizacja towarzyszyła arabskiej ekspansji i podbojom. Proces ten obejmował Bliski Wschód, Kaukaz, Bałkany oraz północną, centralną i wschodnią Afrykę.
Według pewnych organizacji politycznych masowa migracja ludności z Afryki i Bliskiego Wschodu ma przyczyniać się do islamizacji Europy.